# Provincia de Chinchilla
Chinchilla, también conocida como La Mancha Alta, fue una antigua provincia española creada el 27 de enero de 1822, durante el Trienio Liberal. Su capital era Chinchilla.
Fue formada con territorios de las provincias de Murcia, La Mancha y Cuenca, además de parte de Ciudad Real y Jaén. Estaba constituida por ocho confederaciones o cantones: Chinchilla, Albacete, Yecla, Hellín, Socovos, Peñas de San Pedro, Jorquera y Alcaraz.
Con la instauración del absolutismo, la nueva división territorial que supuso la creación de la provincia de Chinchilla quedó sin efecto el 1 de octubre de 1823, volviendo a la división anterior. Esta fue el precedente de la provincia de Albacete, con capital en la ciudad de Albacete, creada en 1833.